# Jrustalni
Jrustalni (en ucraniano: Хрустальний, Krasnyi Luch hasta 2016) es una ciudad minera del sudeste de Ucrania, en el óblast de Lugansk. Se encuentra a 57 kilómetros al sudoeste de Lugansk. Su población es de 82.765 habitantes (2013).
La ciudad se encuentra ocupada por Rusia desde la guerra del Dombás, siendo administrada como parte de la de facto República Popular de Lugansk.

## Historia
La ciudad fue fundada en 1895 con el nombre de Krindatchiovka. Fue renombrada como Krasnyi Luch en 1929.
Durante la era soviética y hasta 2016, cuando se cambió su denominación de acuerdo con las leyes de descomunización de Ucrania, se llamaba Krasnyi Luch (en ucraniano: Красний Луч; en ruso: Красный Луч). La ciudad se convirtió en uno de los más importantes centros de la industria hullera de la cuenca del Donbass.

## Gente de Jrustalni
- Nikolái Shmatko (nacido en 1943 en Donetsk, Unión Soviética, actualmente Ucrania), es un pintor y escultor ucraniano.

## Población
| 1933    | 1936    | 1939   | 1959   | 1970    |
| ------- | ------- | ------ | ------ | ------- |
| 55.000  | 50.900  | 59.000 | 94.000 | 102.000 |
| 1979    | 1989    | 2001   | 2005   | 2013    |
| 105.946 | 113.278 | 94.875 | 89.688 | 82.765  |

En el censo de 2001 la lengua materna de la población era para el 87,82% el ruso y para el 10,42% el ucraniano.